# 汉口赞育药房
汉口赞育药房，又名汉口赞育汽水公司，是近代英商在汉口开办的一处产业。起初本业为药品业，后来拓展了清凉饮料的制造业务。现药房及汽水厂厂房兼营业部旧址位于中华人民共和国湖北省武汉市江岸区洞庭街103—105号车站路路口，为湖北省文物保护单位。

## 历史
由于汉口开埠，越来越多的外国侨民来到汉口，因此西药的需求量也愈高。因此英国商人看准商机，在汉口英租界成立香港华生有限公司分店。1909年，赫伯特·詹姆斯·林接手汉口分店后出资自行成立公司，并于翌年脱离华生公司正式成立汉口赞育药房有限公司。
1913年，赞育药房在汉口法租界新建营业部（即今所存建筑），在此赞育药房除了经营本业的药品、医疗器械、化妆品业务外，也开始规划扩大业务范围。1918年，赞育药房收购营业部附近原法商那加利的汽水车间，改为赞育药房的汽水厂，并购入机械设备生产汽水。
汉口和利冰厂正是眼见赞育药房扩大汽水生产，因此也扩大业务开始生产汽水.在此后一段时间里，赞育与和利存在着激烈的商业竞争。此后药房各种业务逐步扩大，在药品本业上，赞育成为武汉地区乃至全中国最大的西药房，有“远东第一大药房”之称；在汽水生产上，可日产汽水1000打。
在抗日战争后的1948年，赞育汽水厂因经营不善而倒闭，当时已经改由华人经营的和利汽水厂将其收购，汉口的汽水业自此由和利一家垄断，1949年底该厂彻底停产。

## 建筑

### 概述
该建筑为一座3层砖木结构建筑（一说钢筋混凝土），外立面构造简洁，但楼顶装饰有方形塔楼，颇有意大利古典风格的韵味。该建筑由于1949年后长期作为民居使用，在2010年时保护情况已经不太乐观。2012年2月13日建筑发生火灾，楼顶被烧穿，塔楼也因此倾斜。此后江岸区房管局考察后认为该建筑应当将居民腾退以获得更好保护。

### 保护
2007年3月9日，建筑以“赞育汽水厂”的名义被武汉市人民政府列为第四批武汉市优秀历史建筑；2008年3月27日，建筑以“汉口赞育药房”的名义被湖北省人民政府列为第五批湖北省文物保护单位。2013年，建筑以“赞育汽水厂”的名义被武汉市人民政府列入武汉市工业遗产保护名录。
建筑作为文物的保护范围：汉口赞育药房及周围一定范围。以药房建筑外墙为界，东南面、东北面分别向外延伸2米至洞庭街、车站路现状道路边线，西南面向外延伸30米，西北面向外延伸20米。
建筑作为文物的建设控制地带：以保护范围为界，东南面向外延伸6米至洞庭街规划道路中线，西南面向外延伸47米，西北面向外延伸30米，东北面向外延伸6米至车站路规划道路中线。